# Odissei Dimitriadi
Odissei Dimitriadi (georgisch ოდისეი დიმიტრიადი, Transkription Odissei Dimitriadi; russisch Одиссей Ахиллесович Димитриади, Odissei Achillessowitsch Dimitriadi, wiss. Transliteration Odissej Achillesovič Dimitriadi; ursprünglich griechisch Οδυσσέας Δημητριάδης, Odysseas Dimitriadis; * 24. Junijul. / 7. Juli 1908greg. in Batumi, Russisches Kaiserreich, heute Georgien; † 28. April 2005 in Tiflis, Georgien) war ein georgisch-sowjetischer Dirigent griechischer Abstammung.

## Leben
Odysseas Dimitriadis, Sohn einer pontosgriechischen Familie, wuchs als Odissei Dimitriadi (russische und georgische Schreibweise) in Batumi auf. Sein Vater Achilles Dimitriadi, ein Geschäftsmann, war 1886 aus der Nähe von Trapezunt (heute Trabzon, Türkei) nach Batumi übersiedelt, seine Mutter war Kalliope Dimitriadi, geb. Efremidi. Nach dem Gymnasium zog er 1925 nach Sochumi. Von 1926 bis 1930 studierte er am Konservatorium Tiflis Dirigieren bei Michail Bagrinowski (1885–1966) und Komposition bei Sargis Barchudarjan. Danach arbeitete er in Sochumi als Ausbildungsleiter am Musikalischen Technikum und leitete das Abchasische Sinfonieorchester. Ab 1933 setzte er sein Dirigierstudium am Leningrader Konservatorium bei Alexander Gauk und Ilja Mussin fort. Großen Einfluss auf ihn übte zudem Dimitri Mitropoulos aus, der 1934 in der Stadt gastierte. 1936 schloss Dimitriadi sein Studium in Leningrad ab.
Dimitriadi wurde 1937 Dirigent am Opern- und Ballett-Theater Tiflis, wo er zehn Jahre lang tätig war und bis 1941 zusätzlich am Konservatorium lehrte. 1947 wurde er Chefdirigent und künstlerischer Leiter des Staatlichen Sinfonieorchesters der Georgischen SSR. Von 1952 bis 1965 war er als Chefdirigent am Opern- und Ballett-Theater Tiflis tätig. 1965 ging er nach Moskau und wirkte dort bis 1973 als einer der führenden Dirigenten am Bolschoi-Theater. Parallel dazu lehrte er auch ab 1968 am Moskauer Konservatorium. 1973 kehrte er zurück nach Tiflis und war dort erneut als Chefdirigent am Opern- und Ballett-Theater sowie als Lehrer am Konservatorium tätig. 1980 wurde er auserwählt, bei den Olympischen Sommerspielen in Moskau das musikalische Programm der Eröffnungs- und Abschlussfeier zu dirigieren. 1991 ging er in den Ruhestand. Danach lebte er zeitweilig in Griechenland, kehrte aber nach Tiflis zurück, wo er mit 96 Jahren im April 2005 starb.

## Schaffen
Dimitriadi setzte sich im Laufe seiner Karriere u. a. für georgische Komponisten wie Andria Balantschiwadse, Schalwa Mschwelidse, Aleksi Matschawariani und Otar Taktakischwili ein. Darüber hinaus dirigierte er zahlreiche zeitgenössische Werke weiterer sowjetischer Komponisten wie Alexander Weprik, Alexander Mossolow, Nikolai Iwanow-Radkewitsch, Sergei Balassanjan und Nikolai Peiko. Im Bereich der traditionellen Klassik gehörten zu seinen Schwerpunkten Beethoven, Berlioz, Brahms, Dvořák, Tschaikowski und Rimski-Korsakow.
In den Nachkriegsjahren war er zunehmend auch als Gastdirigent tätig und gab Konzerte in der ganzen Sowjetunion. Seine erste Konzertreise ins Ausland unternahm er 1958, als er mit dem Ballett aus Tiflis durch Südamerika tourte. Weitere Gastdirigate führten ihn nach Sofia, Mexiko (1960) und Athen (1965). Dimitriadi arbeitete auch mit dem Choreographen Wachtang Tschabukiani zusammen, mit dem er 1957 Matschawarianis 1960 verfilmtes Ballett Othello aus der Taufe hob. Nach dem Sturz der Griechischen Militärdiktatur 1974 reiste er jährlich dorthin, gastierte häufig an der Griechischen Nationaloper und setzte sich für griechische Komponisten wie Manolis Kalomiris, Spyros Samaras, Antiochos Evangelatos und Mikis Theodorakis ein. Neben Orchestern in Berlin und Buenos Aires dirigierte er u. a. das Wiener Staatsopernorchester, das Staatliche Sinfonieorchester der UdSSR, das Orchester des Bolschoi-Theaters und das Tschaikowsky-Symphonieorchester des Moskauer Rundfunks.
Als Hochschullehrer und Dirigentenausbilder war er international tätig. Dimitriadi war es auch, der dem jungen Teodor Currentzis empfahl, bei Ilja Mussin zu studieren. Jewgeni Mrawinski nannte Dimitriadi „den Romantiker unter den Dirigenten“.

## Auszeichnungen
Dimitriadi erhielt 1950 den Orden des Roten Banners der Arbeit und wurde 1958 mit dem Ehrentitel Volkskünstler der UdSSR ausgezeichnet. 1978 erhielt er den Staatspreis der Georgischen SSR.